# 2653 Прінціпія
2653 Прінціпія (2653 Principia) — астероїд головного поясу, відкритий 4 листопада 1964 року.
Тіссеранів параметр щодо Юпітера — 3,491.
Названо на честь фундаментальної праці Ньютона «Математичні начала натуральної філософії» (лат. Philosophiæ Naturalis Principia Mathematica) (1687), у якій він сформулював закон всесвітнього тяжіння і три закони Ньютона, що заклали основи класичної механіки.